# Paul Smith (pianist)
Paul Thatcher Smith (San Diego, 17 april 1922 – Torrance, 29 juni 2013) was een Amerikaanse jazzpianist.

## Biografie
Na een eerste samenwerking met Johnny Richards in 1941 ging Smith enkele jaren in militaire dienst. Daarna werkte hij met Les Paul (1946/1947), The Andrews Sisters en Tommy Dorsey (1947–1949), voordat hij naar Los Angeles verhuisde en studiomuzikant werd. Daarnaast trad hij op met een eigen trio. Smith speelde met artiesten als Dizzy Gillespie, Anita O'Day, Buddy DeFranco, Louie Bellson, Steve Allen, Stan Kenton, Mel Tormé en anderen. Tussen 1956 en 1978 was Smith ook als dirigent en pianist werkzaam voor Ella Fitzgerald, met wie hij in 1960 op een Europese tournee ging.
Smith was ook de auteur van enkele leerboeken en cd's, meestal met de klemtoon op Smiths persoonlijke aanpak van het jazzpianospel. Hij was bekend voor zijn techniek en zijn lyrische spel en speelde op zijn talrijke albums onder zijn eigen naam, die hij opnam voor Columbia Records, Capitol Records, EMI Music en Warner Bros. Records, in verschillende genres als bop, cooljazz, swing en zelfs pop.

## Overlijden
Paul Smith overleed in juni 2013 op 91-jarige leeftijd.

## Discografie
- 1955: Cascades (Capitol Records)
- 1956: Cool and Sparkling (EMI Records) met Abe Most
- 1965: He Sells Jazz by the Sea Shore (Warner Bros. Records) met Wilfred Middlebrooks, Frank Capp
- 1977: Alpha Touch (Outstanding)
- 1977: The Master Touch (Outstanding)
- 1977: Art Tatum Touch, Vol. 1 (Outstanding)